# تمريض تعليمي

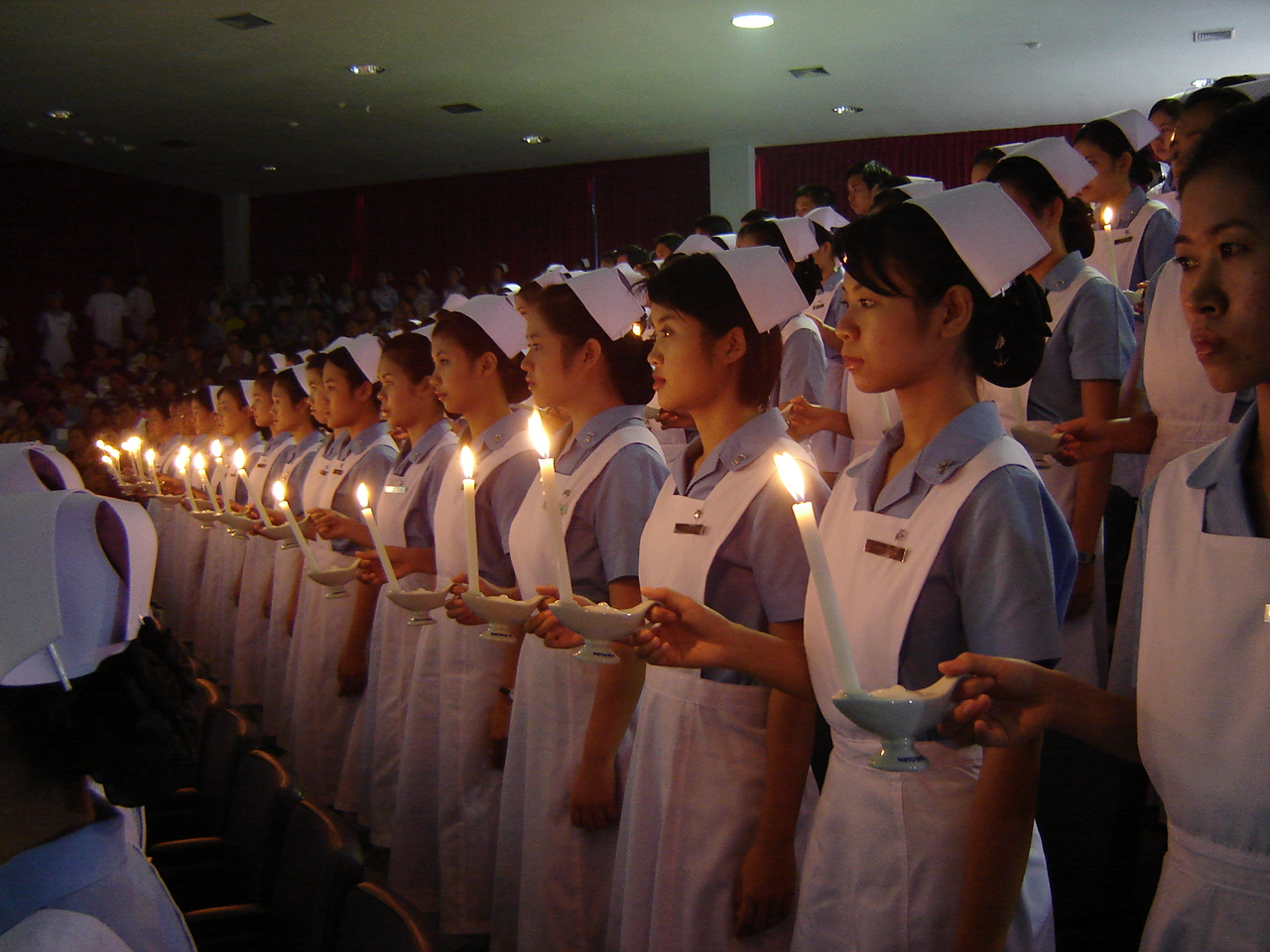

تعتمد الرعاية التمريضية على أسس علمية سواء في التخطيط لهذه الرعاية أو ممارسة المهارات المختلفة للحفاظ على صحة الفرد. التمريض كعلم يعتمد أساسا على المفاهيم الحديثة والتطبيقات العلمية وذلك بغرض تقديم رعاية جيدة تتماشى مع متطلبات العصر واحتياجات المريض وكذلك الاستفادة في التقدم التكنولوجي الهائل في جميع المجالات ويعتمد التمريض بمفهومه الحديث في تطبيقاته على استخدام العملية التمريضية.